# Ramener
Le ramener est, en dressage équestre, une attitude du cheval particulièrement recherchée.  Le général Decarpentry définit dans son Équitation académique le ramener comme « la fermeture de l'angle de la tête avec l'encolure. La nuque restant le point le plus élevé ». Le chanfrein doit atteindre la verticale pour que le ramener soit complet, sans la dépasser auquel cas le cheval est encapuchonné. 

## Dressage préliminaire
Le Ramener est un concept indissociable de celui de la mise en main. Selon le général Decarpentry la mise en main est "la décontraction de la mâchoire dans la position du Ramener. C’est un mouvement de la langue analogue à celui qu’elle exécute pour la déglutition et qui soulève le ou les mors. » 
En équitation de tradition française, la cession de mâchoire précède celle de la nuque et on dit alors, selon la formule du Général Décarpetnry que "le Cheval se ramène". 
Dès lors, selon les précepte de l'école Française, : le ramener "doit être obtenu à partir de la mobilité de la mâchoire, c'est-à-dire lorsque l'on ne sent plus aucune tension sur les rênes, et la bouche doit suivre la main sans qu'aucune tension ne réapparaisse, donc dans la mise en main, pas de tension sur les rênes !" 